# Can't Stop Lovin' You
"Can't Stop Lovin' You" é uma canção da banda de hard rock Van Halen. Foi lançada como terceiro single de seu décimo álbum, Balance, de 1995. A canção foi escrita por todos os membros do Van Halen e é sobre amor e amizade eterna.

## Posições nas tabelas
| Paradas               | Posições |
| --------------------- | -------- |
| Mainstream Rock Songs | 2        |
| Billboard Hot 100     | 30       |
| UK Singles Chart      | 33       |

## Créditos
- Sammy Hagar: Vocalista
- Eddie Van Halen: guitarrista
- Michael Anthony: baixista
- Alex Van Halen: baterista